# Elecciones generales de Jamaica de 2011
Las elecciones generales, se celebraron en Jamaica el 29 de diciembre de 2011. Las elecciones fueron disputadas principalmente entre los dos principales partidos políticos del país, el oficialista Partido Laborista de Jamaica (JLP), liderado por Andrew Holness, y el opositor Partido Nacional del Pueblo (PNP), liderado por la ex primera ministra Portia Simpson-Miller. El resultado fue una victoria aplastante para el PNP, que ganó 42 de los 63 escaños, una mayoría de dos tercios.

## Antecedentes
En las elecciones anteriores de 2007, el número de escaños aumentó de 60 (un número par) a 63 (un número impar). Los ajustados resultados de las elecciones generales de 2007 impulsaron el cambio, ya que la Comisión Electoral concluyó que un empate no se resolvería. 

## Encuestas de opinión
Las encuestas de opinión indicaban una ligera ventaja para el partido opositor PNP seis días antes de las elecciones. La victoria del PNP sorprendió incluso a sus dirigentes, como Peter Phillips, quien dijo que "los resultados ciertamente superaron nuestros escenarios más optimistas". Los informes de la Oficina Electoral de Jamaica indicaron que sólo un poco más del 50 por ciento de toda la población votante votó el día de la elección, lo que significa que fue posible que la participación electoral menor de lo habitual haya alterado las predicciones de las encuestas de opinión sobre el resultado.

## Resultados
El Partido Nacional Popular (PNP) obtuvo 42 de los 63 escaños en un resultado descrito como una victoria aplastante .Ningún partido minoritario obtuvo escaños en el nuevo Parlamento. Como resultado, el PNP puso fin a cuatro años de gobierno del Partido Laborista, que había obtenido 21 escaños. Varios ministros del gabinete del Partido Laborista perdieron sus escaños, entre ellos el ministro de Seguridad Nacional, Dwight Nelson, y el ministro de Energía, Clive Mullings.
Como resultado, Portia Simpson-Miller asumió el papel de primera ministra por segunda vez en cinco años y Andrew Holness se convirtió en uno de los Primeros Ministros con menos tiempo en el cargo en la historia de Jamaica.
Se informó que las elecciones se desarrollaron con relativa fluidez, a pesar de fallas con los escáneres de huellas dactilares en algunos centros de votación, y sin la violencia que ha empañado las elecciones anteriores. La Organización de los Estados Americanos envió una misión de observación para supervisar las elecciones y ésta informó que no había presenciado "ningún disturbio ni ningún problema que pudiera causarnos alguna preocupación seria".